# 服部浩紀
服部 浩紀（はっとり ひろき、1971年8月30日 - ）は、群馬県前橋市出身の元サッカー選手、サッカー指導者（JFA 公認S級コーチ）。バルセロナオリンピック予選日本代表。

## 来歴

### 選手
群馬県立前橋商業高校では全国高等学校サッカー選手権大会で2年連続ベスト4に入った。
1990年に筑波大学へ進学して蹴球部に入部。同期の藤田俊哉や大神友明とともに関東大学サッカーリーグ戦1部での連覇や総理大臣杯全日本大学サッカートーナメントでの優勝に貢献した。
バルセロナ五輪の他、全日本ユース代表やユニバーシアード日本代表などにも選出された。
1994年に横浜フリューゲルスにフォワードとして入団。
しかしアマリージャや前園真聖、エバイールなど錚々たるFWを揃えるチームの中でなかなかスタメンを勝ち取ることが出来なかった。
転機は1997年に訪れ、その年にスタメンを奪取するとバウベルとの強力ツートップを形成し自身初のシーズン二桁得点を上げ、1stシリーズ優勝争いの原動力となった。
以後、川崎フロンターレ、清水エスパルス、アルビレックス新潟、アビスパ福岡、サガン鳥栖の6チームに在籍。J1リーグ通算158試合出場25得点。J2リーグ通算66試合8得点。
前線からの強烈なプレスを武器に長く第一線で活躍。「アジアのトラ」の異名を取り、特にガツガツいく攻撃的なプレースタイルはサポーターに高い人気を誇った。その一方、その激しさはラフプレーの常習者という印象を審判らに広く与え、途中出場の場合も含め多くの試合で退場（レッドカード）処分を受けた。

### 指導者
2004年10月、現役引退後の仕事として福岡県志免町に服部浩紀サッカースクールを設立し、幼児から中学生にかけての子ども達の育成を開始し、現在に至るまで主宰・ヘッドコーチを務めている。2007年からはU-15世代で構成されるクラブチーム「ルーヴェン福岡」の監督も務める。
2012年7月にJFA 公認S級コーチのライセンスを取得、志免町や福岡市でのサッカースクール、福岡市周辺での出張サッカー教室などを手がけている。
また、豊富な選手経験を買われ、福岡地区のテレビ局のスポーツ番組やスポーツ専門チャンネルでのアビスパ福岡（東平尾公園博多の森球技場）戦やサガン鳥栖（鳥栖スタジアム）戦の試合中継解説を務める事もある。
2014年11月、2015シーズンよりザスパクサツ群馬の監督に就任することが発表された J2で思った結果が残せず、2016年シーズンをもって監督を退任した。その後、ルーヴェン高崎で指導をしている。より多くのプロを育成するため日々奮闘している。

## 所属クラブ
- 1984年 - 1986年 前橋市立鎌倉中学校
- 1987年 - 1989年 群馬県立前橋商業高等学校
- 1990年 - 1993年 筑波大学蹴球部
- 1994年 - 1998年途中 横浜フリューゲルス
- 1998年途中 - 同年末 川崎フロンターレ
- 1999年 清水エスパルス
- 2000年 - 同年途中 アルビレックス新潟
- 2000年途中 - 2002年 アビスパ福岡
- 2003年 サガン鳥栖

## 個人成績
| 国内大会個人成績 | 国内大会個人成績 | 国内大会個人成績 | 国内大会個人成績 | 国内大会個人成績 | 国内大会個人成績 | 国内大会個人成績 | 国内大会個人成績 | 国内大会個人成績 | 国内大会個人成績 | 国内大会個人成績 | 国内大会個人成績 |
| 年度             | クラブ           | 背番号           | リーグ           | リーグ戦         | リーグ戦         | リーグ杯         | リーグ杯         | オープン杯       | オープン杯       | 期間通算         | 期間通算         |
| 年度             | クラブ           | 背番号           | リーグ           | 出場             | 得点             | 出場             | 得点             | 出場             | 得点             | 出場             | 得点             |
| 日本             | 日本             | 日本             | 日本             | リーグ戦         | リーグ戦         | リーグ杯         | リーグ杯         | 天皇杯           | 天皇杯           | 期間通算         | 期間通算         |
| ---------------- | ---------------- | ---------------- | ---------------- | ---------------- | ---------------- | ---------------- | ---------------- | ---------------- | ---------------- | ---------------- | ---------------- |
| 1994             | 横浜F            | -                | J                | 26               | 1                | 2                | 0                | 1                | 0                | 29               | 1                |
| 1995             | 横浜F            | -                | J                | 23               | 3                | -                | -                | 0                | 0                | 23               | 3                |
| 1996             | 横浜F            | -                | J                | 22               | 4                | 13               | 2                | 1                | 0                | 36               | 6                |
| 1997             | 横浜F            | 11               | J                | 29               | 11               | 8                | 1                | 5                | 4                | 42               | 16               |
| 1998             | 横浜F            | 11               | J                | 11               | 1                | 2                | 0                | -                | -                | 13               | 1                |
| 1998             | 川崎             | 30               | 旧JFL            | 12               | 1                | 2                | 0                | 0                | 0                | 14               | 1                |
| 1999             | 清水             | 14               | J1               | 10               | 1                | 0                | 0                | 0                | 0                | 10               | 1                |
| 2000             | 新潟             | 9                | J2               | 17               | 2                | 1                | 0                | -                | -                | 18               | 2                |
| 2000             | 福岡             | 42               | J1               | 12               | 2                | 1                | 1                | 2                | 1                | 15               | 4                |
| 2001             | 福岡             | 34               | J1               | 25               | 2                | 2                | 0                | 1                | 0                | 28               | 2                |
| 2002             | 福岡             | 8                | J2               | 20               | 4                | -                | -                | 0                | 0                | 20               | 4                |
| 2003             | 鳥栖             | 9                | J2               | 29               | 2                | -                | -                | 0                | 0                | 29               | 2                |
| 通算             | 日本             | 日本             | J1               | 158              | 25               | 28               | 4                | 10               | 5                | 196              | 34               |
| 通算             | 日本             | 日本             | J2               | 66               | 8                | 1                | 0                | 0                | 0                | 67               | 8                |
| 通算             | 日本             | 日本             | 旧JFL            | 12               | 1                | 2                | 0                | 0                | 0                | 14               | 1                |
| 総通算           | 総通算           | 総通算           | 総通算           | 236              | 34               | 31               | 4                | 10               | 5                | 277              | 43               |

その他の公式戦
- 1994年
  - スーパーカップ 1試合0得点
- 1999年
  - スーパーカップ 1試合0得点

## 代表歴
- 1992年　バルセロナ五輪予選日本代表

## 指導歴
- 2004年 - 2006年 服部浩紀サッカースクール ヘッドコーチ
- 2007年 - 2014年 ルーヴェン福岡 監督
- 2015年 - 2016年 ザスパクサツ群馬 監督
- 2017年 - ルーヴェン高崎FCジュニアユース 監督